# Тесны (Гомельская область)
Тесны (бел. Цясны) — деревня в Бывальковском сельсовете Лоевского района Гомельской области Беларуси.
На юге граничит с лесом.

## География

### Расположение
В 18 км на юго-запад от Лоева, 79 км от железнодорожной станции Речица (на линии Гомель — Калинковичи), 102 км от Гомеля.

### Гидрография
На северной окраине озеро Остров.

## Транспортная сеть
Транспортные связи по просёлочной, затем автомобильной дороге Брагин — Лоев. Планировка состоит из прямолинейной улицы, ориентированной с юго-востока на северо-запад. Жилые дома деревянные, усадебного типа.

## История
Выявленное археологами поселения раннего железного века (в 2 км на север от деревни) свидетельствует о заселении этих мест с давних времён. По письменным источникам известна с XVIII века как деревня в Речицком повете Минского воеводства Великого княжества Литовского.
После 2-го раздела Речи Посполитой (1793 год) в составе Российской империи. В 1879 году селение Деражицкого церковного прихода. В 1885 году в Деражичской волости Речицкого уезда Минской губернии. Согласно переписи 1897 года действовали хлебозапасный магазин, трактир. Рядом находился одноимённый фольварк. В 1930 году организован колхоз «Пролетарий», работала кузница. Во время Великой Отечественной войны оккупанты сожгли деревню. Согласно переписи 1959 года в составе колхоза «Ленинский стяг» (центр — деревня Бывальки).

## Население

### Численность
- 1999 год — 82 хозяйства, 169 жителей.

### Динамика
- 1850 год — 87 дворов, 529 жителей.
- 1885 год — 129 дворов, 628 жителей.
- 1897 год — 153 двора, 865 жителей; в фольварке 2 двора, 22 жителя (согласно переписи).
- 1959 год — 434 жителя (согласно переписи).
- 1999 год — 82 хозяйства, 169 жителей.